# 新堀 (江戸川区)
新堀（にいほり）は、東京都江戸川区東部の地名・町名。現行行政地名は新堀一丁目および新堀二丁目。全域で住居表示が実施されている。

## 地理
隣接する地域は、北は鹿骨一丁目・二丁目、東は谷河内一丁目、南は春江町一丁目・二丁目、西は新中川を挟んで対岸に大杉三丁目。
東京都江戸川区東部に位置する。地区の西辺を新中川と接し、南辺を京葉道路で画す。

### 地価
住宅地の地価は、2024年（令和6年）7月1日の地価調査によれば、新堀2-14-5の地点で32万2000円/m2となっている。

### 地名の由来
旧来の「新堀村」に由来。

## 成立
いったん消滅した旧町名が復活したものである。1932年（昭和7年）の江戸川区成立時に「新堀町」として成立したが、1938年（昭和13年）の町名地番整理により大部分が一之江一丁目、春江町一丁目となり、新堀町はごく狭小な地区を残すのみとなった。残された狭小な地区も1970年（昭和45年）に鹿骨二丁目に編入され、廃止された。
1979年（昭和54年）、区画整理事業実施に伴う換地処分により、一之江一丁目、春江町一丁目の各一部をもって新堀一丁目・新堀二丁目が新設された（この時点では住居表示未実施）。その後1991年（平成3年）に住居表示が実施されている。なお、現在の町名は「にいほり」を正式の読みとするが、『角川日本地名大辞典 東京都』によると、旧町名の新堀町は「しんぼり」と読んでいた。

## 世帯数と人口
2025年（令和7年）1月1日現在（江戸川区発表）の世帯数と人口は以下の通りである。
| 丁目       | 世帯数    | 人口    |
| ---------- | --------- | ------- |
| 新堀一丁目 | 1,169世帯 | 2,806人 |
| 新堀二丁目 | 982世帯   | 1,968人 |
| 計         | 2,151世帯 | 4,774人 |

### 人口の変遷
国勢調査による人口の推移。
| 年                 | 人口  |
| ------------------ | ----- |
| 1995年（平成7年）  | 2,797 |
| 2000年（平成12年） | 3,001 |
| 2005年（平成17年） | 3,389 |
| 2010年（平成22年） | 4,333 |
| 2015年（平成27年） | 4,511 |
| 2020年（令和2年）  | 4,533 |

### 世帯数の変遷
国勢調査による世帯数の推移。
| 年                 | 世帯数 |
| ------------------ | ------ |
| 1995年（平成7年）  | 1,014  |
| 2000年（平成12年） | 1,148  |
| 2005年（平成17年） | 1,303  |
| 2010年（平成22年） | 1,656  |
| 2015年（平成27年） | 1,778  |
| 2020年（令和2年）  | 1,881  |

## 学区
区立小・中学校に通う場合、学区は以下の通りとなる(2013年4月時点)。なお、江戸川区では学校選択制度を導入しており、区内全域から選択することが可能。
| 丁目       | 番地 | 小学校               | 中学校               |
| ---------- | ---- | -------------------- | -------------------- |
| 新堀一丁目 | 全域 | 江戸川区立新堀小学校 | 江戸川区立春江中学校 |
| 新堀二丁目 | 全域 | 江戸川区立新堀小学校 | 江戸川区立春江中学校 |

## 事業所
2021年（令和3年）現在の経済センサス調査による事業所数と従業員数は以下の通りである。
| 丁目       | 事業所数  | 従業員数 |
| ---------- | --------- | -------- |
| 新堀一丁目 | 100事業所 | 684人    |
| 新堀二丁目 | 106事業所 | 694人    |
| 計         | 206事業所 | 1,378人  |

### 事業者数の変遷
経済センサスによる事業所数の推移。
| 年                 | 事業者数 |
| ------------------ | -------- |
| 2016年（平成28年） | 203      |
| 2021年（令和3年）  | 206      |

### 従業員数の変遷
経済センサスによる従業員数の推移。
| 年                 | 従業員数 |
| ------------------ | -------- |
| 2016年（平成28年） | 1,383    |
| 2021年（令和3年）  | 1,378    |

## 交通

### 公共交通
鉄道
町域内に鉄道駅は存在しない。さらに新堀二丁目の一部を除いては、至近の駅から1km以上離れた鉄道空白地帯に当たる。以下に最寄駅を挙げる。
- 東京都交通局（都営地下鉄）
  - 新宿線：篠崎駅（篠崎町）

路線バス
都営バスと京成バスが走っており、篠崎駅、船堀駅、一之江駅、瑞江駅、小岩駅、葛西駅と連絡している。
- 都営バス
  - 船28：船堀駅〜西一之江四丁目〜松江第四中〜春江団地〜篠崎駅
- 京成バス
  - 小76：小岩駅〜鹿骨〜一之江駅〜葛西駅
  - 小76：小岩駅〜鹿骨〜瑞江駅〜江戸川スポーツランド/江戸川清掃工場

### 道路・橋梁
道路
- 国道14号（京葉道路）
- 椿通り

橋梁
- 一之江橋（新中川。新堀一丁目 - 大杉三丁目）

## 施設
学校
- 江戸川区立新堀小学校

博物館・美術館
- 春花園BONSAI美術館

## 史跡
- 日枝神社
- 勝曼寺

## その他

### 日本郵便
- 郵便番号 : 132-0001[3]（集配局 : 江戸川郵便局[16]）。